# Glaucina ochrofuscaria
Glaucina ochrofuscaria är en fjärilsart som beskrevs av Augustus Radcliffe Grote 1883. Glaucina ochrofuscaria ingår i släktet Glaucina och familjen mätare. Inga underarter finns listade i Catalogue of Life.